# 溫蒂勒大公鄉
45°28′N 26°43′E / 45.467°N 26.717°E
溫蒂勒大公鄉（羅馬尼亞語：Comuna Vintilă Vodă, Buzău），是羅馬尼亞的鄉份，位於該國東南部，由布澤烏縣負責管轄，面積47平方公里，海拔高度432米，2007年人口3,233，人口密度每平方公里69人。